# Lune
Lune, född 19 juni 1988, är en svensk artist, låtskrivare, dansare och visuell kreatör. 2010 hördes hon på Adrian Lux-låten Teenage Crime som hon även var med som låtskrivare på. 2013 släpptes albumet Music & Sports och samma år gjorde hon en konsert på MoMa i New York som gick under namnet "Lune the Center". 
Lune fick stor uppmärksamhet för sin version på Swedish House Mafia's "Leave the World Behind", skapad till en reklamfilm för Volvo. 2017 kom singeln "Healing Song" och 2018 startades det egna skivbolaget "Play Human" där hon numera släpper all sin musik. Första släppet från den egna labeln kom 2019 med låten "Don't Speak" och senast i mars 2020 kom låten "Play Human" följt av "Wi-Fi". 

## Diskografi

### Album
- 2013 – Music & Sports

### Singlar
| År   | Namn                                | Album                  |
| ---- | ----------------------------------- | ---------------------- |
| 2020 | "Wi-Fi"                             | Wi-Fi                  |
| 2020 | "Play Human"                        | Play Human             |
| 2018 | "Don't Speak"                       | Don't Speak            |
| 2017 | "Healing Song"                      | Healing Song           |
| 2013 | "Leave The World Behind"            | Leave The World Behind |
| 2013 | "Girls With Bangs - New Version"    | Girls With Bangs       |
| 2012 | "Made Of Steel"                     | Made Of Steel          |
| 2012 | "Don't Be Sober"                    | Don't Be Sober         |
| 2012 | "Don't be Sober - Acoustic Version" | Don't be Sober         |
| 2012 | "Made Of Steel"                     | Made Of Steel          |
| 2012 | "Blood To Play"                     | Blood to Play          |
| 2011 | "Let Go"                            | Let Go                 |
| 2011 | "Private Admission"                 | Let Go                 |